# Balthayock House
Balthayock House ist ein Herrenhaus nahe der schottischen Ortschaft St Madoes in der Council Area Perth and Kinross. Es handelt sich um das Nachfolgegebäude des mittelalterlichen Tower House Balthayock Castle, das 50 m entfernt steht. 1981 wurde eine zugehörige Brücke in die schottischen Denkmallisten in der höchsten Denkmalkategorie A aufgenommen.

## Balthayock House
Nachdem 1866 bereits die umgebenden Gärten angelegt worden waren, entstand das Herrenhaus bis 1870. Für den Entwurf zeichnet der schottische Architekt James MacLaren verantwortlich. Balthayock Castle steht isoliert rund 2,5 Kilometer nordwestlich von St Madoes. Die Hauptfassade des zweistöckigen Herrenhauses weist nach Osten. Dort tritt eine Porte-cochère aus der Fassade heraus. Sie mit segmentbogigen Öffnungen, deren Zwickel mit Stahlornamenten verziert sind, gestaltet. Die abgehenden Flügel sind asymmetrisch ausgeführt.

## Brücke
Die Brücke führt den Zufahrtsweg zu Balthayock House 300 Meter nordöstlich des Herrenhauses über das Tal des kleinen Balthayock Burns. Die einbogige Bogenbrücke entstand um das Jahr 1870 nach einem Entwurf James MacLarens. Stilistisch weist sie Parallelen zu Thomas Telfords Brückenarchitektur auf. Der Segmentbogen der gusseisernen Brücke ist aus fünf separat gegossenen Segmenten aufgebaut. Die Zwickel sind als Gitterwerk ausgeführt, welches die Lager für den vier Meter weiten, durch gusseiserne Balustraden eingefassten Fahrweg tragen. Die Brücke weist eine lichte Höhe von 28 m auf. Die teils mit Naturstein verkleideten Pfeiler zu beiden Seiten bestehen aus grob behauenem Bruchstein, der zu einem Schichtenmauerwerk verbaut wurde. An der Südseite führt ein Fußgängertunnel durch den Pfeiler, um Spaziergänge entlang des Balthayock Burns zu erlauben.